# Dipsacaster sagaminus
Dipsacaster sagaminus is een kamster uit de familie Astropectinidae.
De wetenschappelijke naam van de soort werd in 1973 gepubliceerd door Hayashi.